# Brian Garrow
Brian Garrow, né le 8 avril 1968 à Santa Clara (Californie), est ancien joueur de tennis américain.
Durant sa période universitaire, il a remporté le double et a joué la finale en simple au championnat NCAA en 1988 pour l'UCLA. En 1989, il s'impose au tournoi Challenger de Winnetka. Il est aussi demi-finaliste à Rio de Janeiro et quart de finaliste à Los Angeles en 1990. Il a connu de meilleurs résultats en double avec deux titres sur le circuit ATP et une demi-finale à l'US Open 1990 avec Sven Salumaa.

## Palmarès

### Titres en double messieurs
| No | Date       | Nom et lieu du tournoi                               | Catégorie    | Dotation  | Surface         | Partenaire        | Finalistes                  | Score         |  |
| -- | ---------- | ---------------------------------------------------- | ------------ | --------- | --------------- | ----------------- | --------------------------- | ------------- |  |
| 1  | 10-07-1989 | Volvo Hall of Fame Tennis Championships Newport (RI) |              | 125 000 $ | Gazon (ext.)    | Patrick Galbraith | Neil Broad Stefan Kruger    | 2-6, 7-5, 6-3 |  |
| 2  | 02-04-1990 | Banespa Open Rio de Janeiro                          | World Series | 225 000 $ | Moquette (ext.) | Sven Salumaa      | Nelson Aerts Fernando Roese | 7-5, 6-3      |  |

### Finales en double messieurs
| No | Date       | Nom et lieu du tournoi        | Catégorie    | Dotation  | Surface    | Vainqueurs                        | Partenaire     | Score         |  |
| -- | ---------- | ----------------------------- | ------------ | --------- | ---------- | --------------------------------- | -------------- | ------------- |  |
| 1  | 20-08-1990 | OTB International Schenectady | World Series | 125 000 $ | Dur (ext.) | Richard Fromberg Brad Pearce      | Sven Salumaa   | 6-2, 3-6, 7-6 |  |
| 2  | 24-09-1990 | Queensland Open Brisbane      | World Series | 225 000 $ | Dur (ext.) | Jason Stoltenberg Todd Woodbridge | Mark Woodforde | 2-6, 6-4, 6-4 |  |

## Parcours dans les tournois duGrand Chelem

### En simple
| Année | Open d'Australie | Open d'Australie | Internationaux de France | Internationaux de France | Wimbledon       | Wimbledon     | US Open         | US Open        |
| ----- | ---------------- | ---------------- | ------------------------ | ------------------------ | --------------- | ------------- | --------------- | -------------- |
| 1990  | —                | —                | —                        | —                        | 1er tour (1/64) | Jens Wöhrmann | 1er tour (1/64) | Emilio Sánchez |
| 1991  | 1er tour (1/64)  | Marián Vajda     | —                        | —                        | —               | —             | —               | —              |

N.B. : à droite du résultat se trouve le nom de l'ultime adversaire.

### En double
| Année | Open d'Australie          | Open d'Australie            | Internationaux de France | Internationaux de France | Wimbledon                  | Wimbledon               | US Open                      | US Open                     |
| ----- | ------------------------- | --------------------------- | ------------------------ | ------------------------ | -------------------------- | ----------------------- | ---------------------------- | --------------------------- |
| 1988  | —                         | —                           | —                        | —                        | —                          | —                       | 1er tour (1/32) P. Galbraith | Miloslav Mečíř Tomáš Šmíd   |
| 1989  | —                         | —                           | —                        | —                        | —                          | —                       | 1/8 de finale P. Galbraith   | Layendecker R. Reneberg     |
| 1990  | —                         | —                           | —                        | —                        | 1er tour (1/32) S. Salumaa | S. Cannon Bret Garnett  | 1/2 finale S. Salumaa        | Pieter Aldrich Danie Visser |
| 1991  | 1/4 de finale B. Pearce   | Scott Davis David Pate      | —                        | —                        | 2e tour (1/16) B. Pearce   | P. Galbraith T. Witsken | 1er tour (1/32) B. Pearce    | W. Ferreira Piet Norval     |
| 1992  | 1er tour (1/32) B. Pearce | Pieter Aldrich Danie Visser | —                        | —                        | —                          | —                       | —                            | —                           |

N.B. : le nom du ou de la partenaire se trouve sous le résultat ; le nom des ultimes adversaires se trouve à droite.